# 日本内航海運組合総連合会
日本内航海運組合総連合会（にほんないこうかいうんくみあいそうれんごうかい）は、1964年（昭和39年）に制定された内航海運組合法に基づき、1965年 (昭和40年)、業態や規模の異なる内航海運事業者が加入する5つの内航海運組合が会員となり、その総合調整機関として設立された内航海運組合連合会である。略称は、内航総連、内航総連合会などがよく使われている。

## 会員
- 内航大型船海運組合
- 全国海運組合連合会
- 全国内航タンカー海運組合
- 全国内航輸送海運組合
- 全日本内航船主海運組合

## 活動
内航海運業の経営の安定と地位の向上を目的に、各種事業を行っている。
- 内航海運暫定措置事業の円滑かつ着実な実施
- 経営基盤強化対策の推進
- 船員の安定的確保と育成
- 環境・安全対策
- カボタージュ対策
- 災害対策等の実施
- 広報活動

## 沿革
- 1964年（昭和39年）6月 - 業者乱立による過当競争の排除と恒常的な船腹過剰を是正し、業界秩序の回復と安定輸送を確保するため、内航海運業法と内航海運組合法（内航二法）が成立した。
- 1965年（昭和40年）12月 - 内航海運組合法の成立に相前後して設立された5つの内航海運組合を会員として日本内航海運組合総連合会が設立された（内航海運組合法第56条）。
- 1966年（昭和41年）6月 - 内航海運組合法第57条に基づく調整事業として、船腹需給を調整するためのスクラップアンドビルドを基本とする船腹調整事業を開始した。この事業は、私的独占の禁止及び公正取引の確保に関する法律（独占禁止法）適用除外制度のひとつとして認められているカルテルである。
- 1998年（平成10年）5月 - 船腹調整事業を廃止し、船舶を建造する事業者から納付金を徴収し、船舶を解撤等する事業者には交付金を交付するという内航海運暫定措置事業に移行した。

## 参考資料
- 『内航海運の活動』(日本内航海運組合総連合会、2014年)
- 鈴木暁・古賀昭弘『現代の内航海運』（成山堂書店、2007年）
- 『平成26年度事業計画実施要領』（日本内航海運組合総連合会、2014年）